# زي القوات البحرية للولايات المتحدة

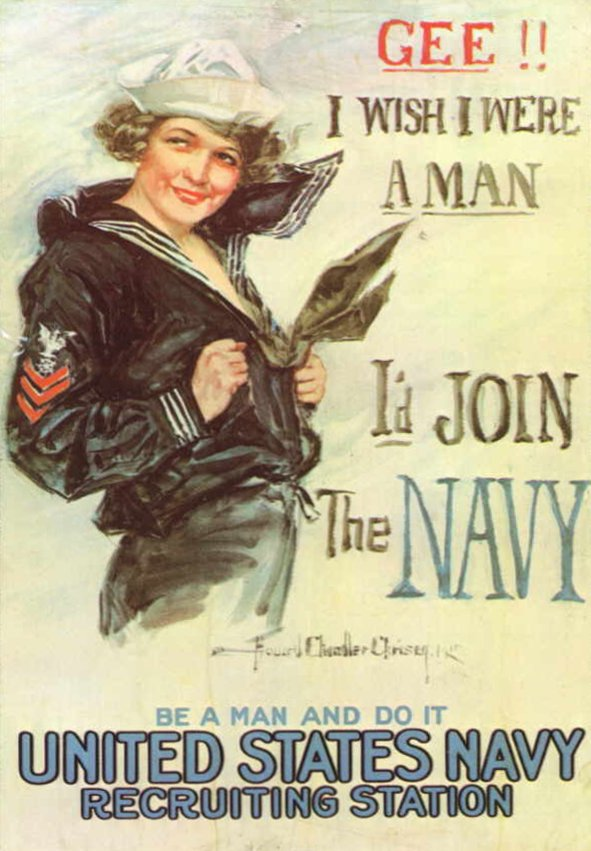
اعلان توظيف يعود إلى العام 1917 لامرأة تقول "ليتني كنت رجلاً لألتحق بالبحرية"

يتناول هذا المقال الزي واللباس للقوات البحرية للولايات المتحدة الأمريكية. للضباط وضباط الصف والضباط المؤهلين للخدمة.

## اللباس الموحد
بحرية الولايات المتحدة لديها ثلاث فئات من الزي واللباس، من الأقل إلى الأكثر رسمية: من الخدمة، الزي الكامل، ولباس خاص للعشاء.

## لباس الخدمة

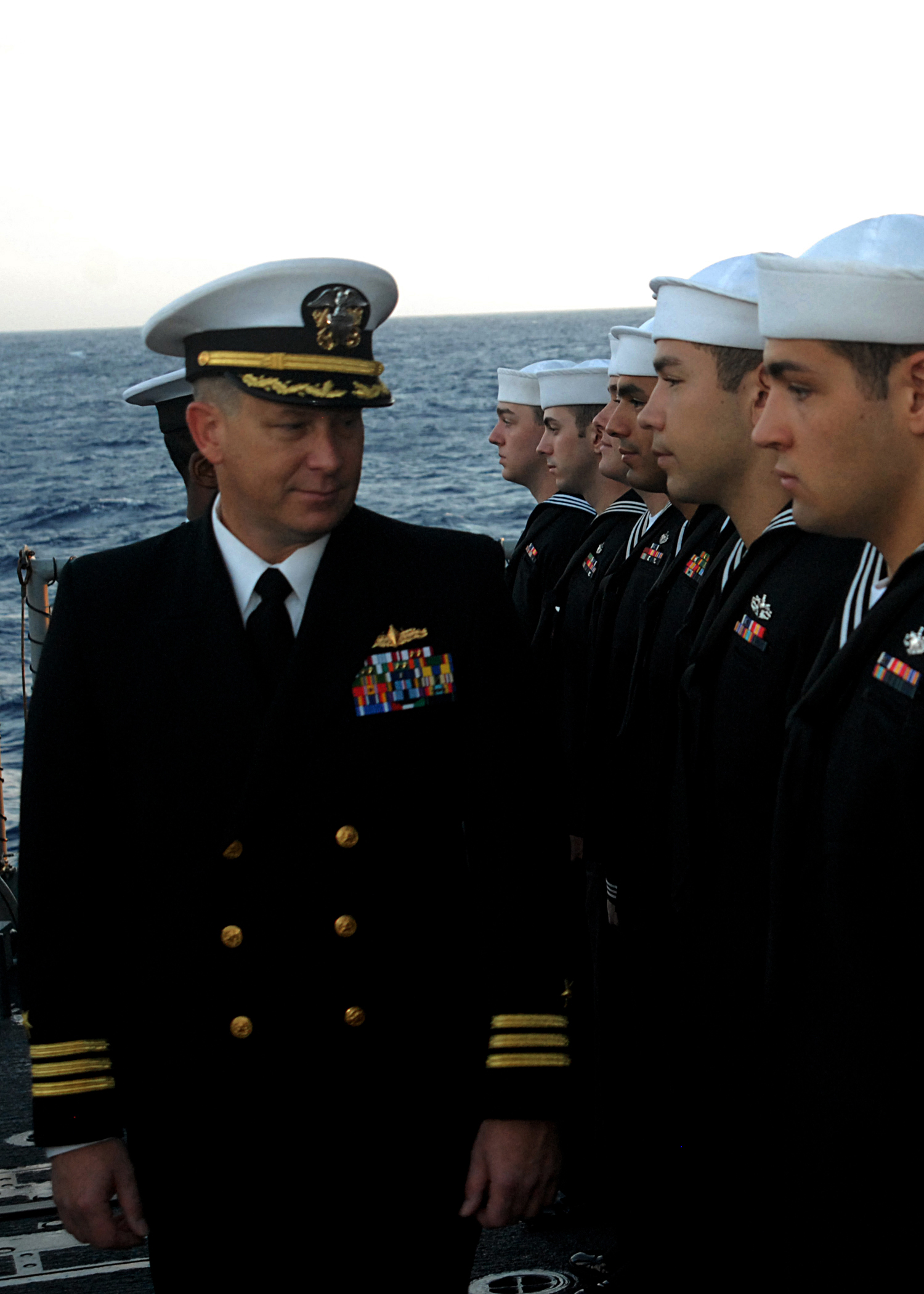
ضابط يتفقد بحارة أثناء الخدمة

يتم ارتداء زي الخدمة للمناسبات الرسمية لا تصل إلى مستوى ثوب كامل أو للباس وقت العشاء. كما أنها تلبس عادة عند السفر لعمل رسمي، أو عند تقديم تقرير إلى القائد. في المقابل نجدها موسمية، يتم ارتداء الزي الأبيض في الصيف، والزرقاء في فصل الشتاء. ويمكن ارتداء اللباس الأزرق أيضا على مدار السنة للسفر فقط. يتم ارتداء الشرائط على جيب الصدر الأيسر في جميع الأوقات اثناء الخدمة. ويمكن ارتداء المعطف، في الطقس البارد أو العاصف.

## الضباط ورئيس ضباط الصف

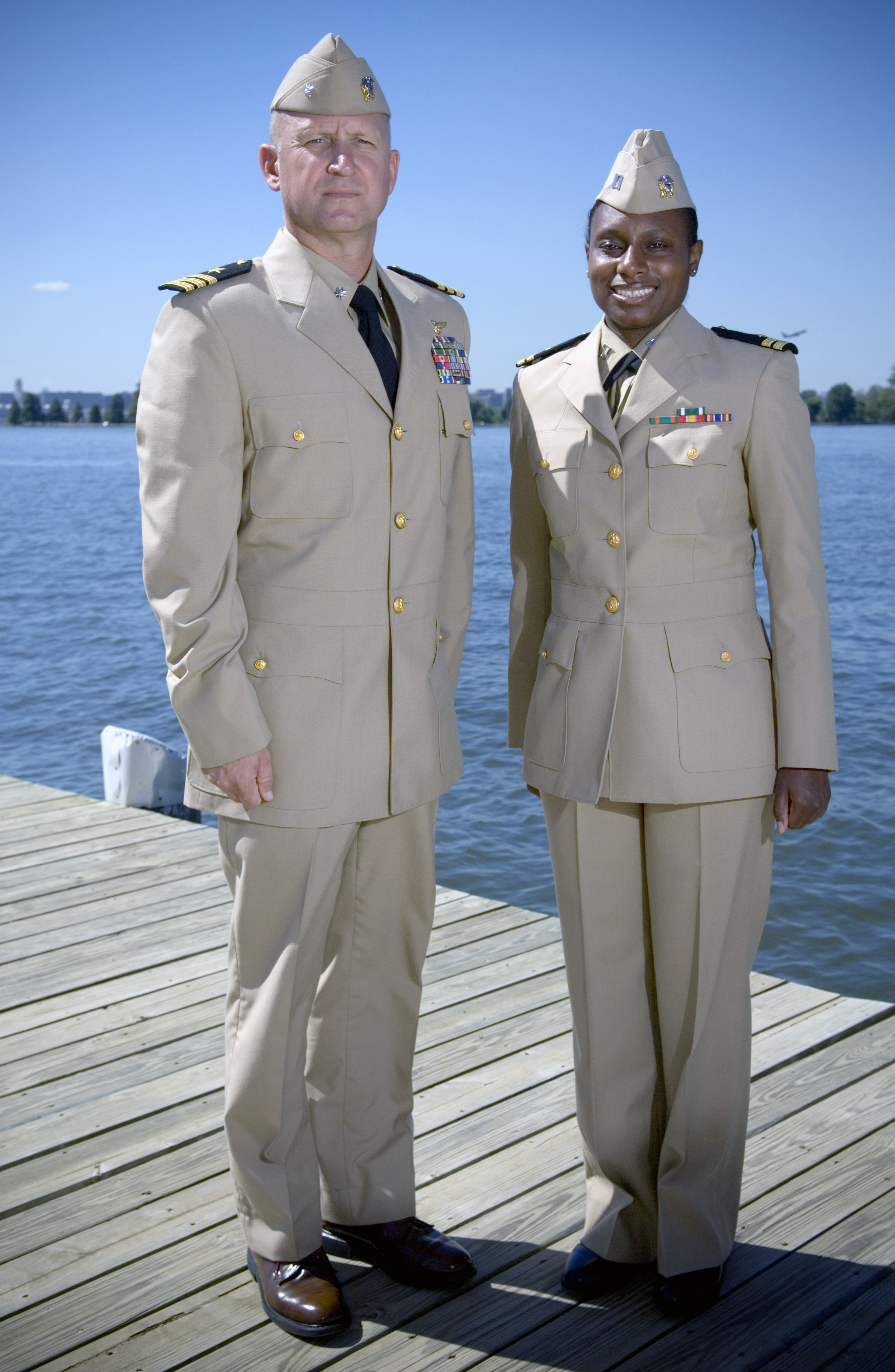
زي كاكي بقبعة جانبية

### زي الخدمة الأزرق
زي الخدمة الأزرق يتكون من معطف وبذلة سوداء، سراويل (أو تنورة اختياري للنساء)، وقميص أبيض. المادة التي تصنع منها الملابس عموما من الصوف أو خليط الصوف. سترة الرجال في الصدر مزدوجة مع ستة أزرار ذهبية اللون، وسترة السيدات تحتوي على صف واحد من 4 أزرار ذهبية اللون. شارة الرتبة هي ذهبية اللون للضباط وضباط الصف، بينما يتم ارتداء الشارات على الكم الأيسر من قبل رئيس ضباط الصف. أغطية الرأس هي عبارة عن مزيج من اللون الأبيض لقبعة مدببة، على الرغم من أن القبعة الجانبية الزرقاء هو اختياري، ما لم ينص على خلاف ذلك من قبل السلطة التي تفرض في بعض الحالات عندما لا يتم ارتداء سترة.

### زي كاكي
زي كاكي هو لباس لضباط حرس السواحل. يرتدى مع ربطة عنق سوداء. لباس مماثل له استعمل بشكل واسع خلال الحرب العالمية الثانية وحرب فيتنام، وتم إلغاء هذا الزي في عام 1975 من قبل رئيس العمليات البحرية، الأدميرال إلمو زموالت، من أجل الحد من الكمية لمحتويات الموظفين. ودخل في الخدمة مرة أخرى في عام 2006.

### زي الخدمة الأبيض

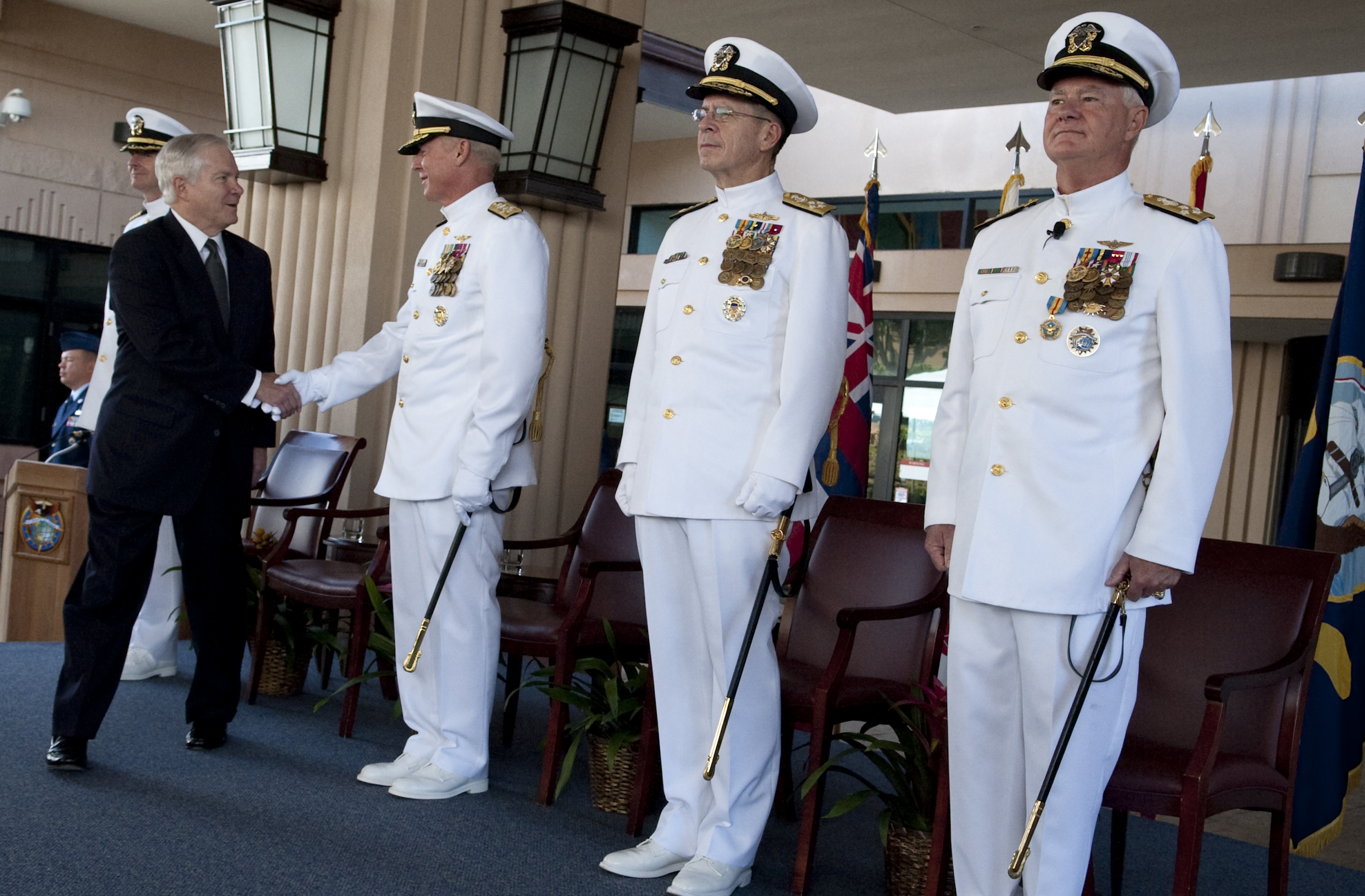

الزي الرسمي الأبيض يختلف كثيرا عن الرجل من زي الرسمي للمرأة. يرتدي الرجال سترة بيضاء، مع شريط الكتف أسود للضباط أو طوق معدني لمرساة لضباط الصف، وسراويل بيضاء، وحذاء أبيض. ويسمى هذا الزي ب «المختنقون» نظرا لامتيازه. المادة هي نسج من البوليستر أو بما يسمى «لباس بحري معتمد». أما النساء فيرتدين زيا موحدا وهو ثوب أزرق ولكن مع معطف أبيض وتنورة أو بنطلون. وهناك فرق ملحوظ بين زي الرجال وزي النساء وهو وضع شارة رتبة ضابط للمرأة على الأكمام، بنفس طريقة الزي الأزرق.

## لباس كامل
يتم ارتداء زي اللباس الكامل للاحتفالات مثل التغييرات القيادية، التقاعد، والتفويض، والجنازات، وحفلات الزفاف، أو عند الاقتضاء وخلاف ذلك. اللباس الكامل يشبه لباس الخدمة، ولكن يتم استبدال أشرطة كاملة الحجم مع ميدالية فوق الجيب الأمامي للصدر إلى اليسار، مع شرائط تلبس على الجانب. ويعطى السيف للضباط وضباط الصف الأول.

## زي العشاء
زي ثوب العشاء للقوات البحرية هي الأكثر رسمية ولها أكبر الاختلافات. للضباط، هناك الأزرق والأبيض، للعشاء سترات اللباس الأزرق هو اللباس الرسمي. وترتدي النساء في كثير من الأحيان تنورة. وترتدى الميداليات والشارات مع عدم وجود شرائط. بالإضافة إلى ذلك يلبس اللباس الأزرق مع قميص أسود وربطة عنق. عادة يتم ارتداؤها من قبل العديد من صغار الضباط والأفراد المجندين.